# TT385

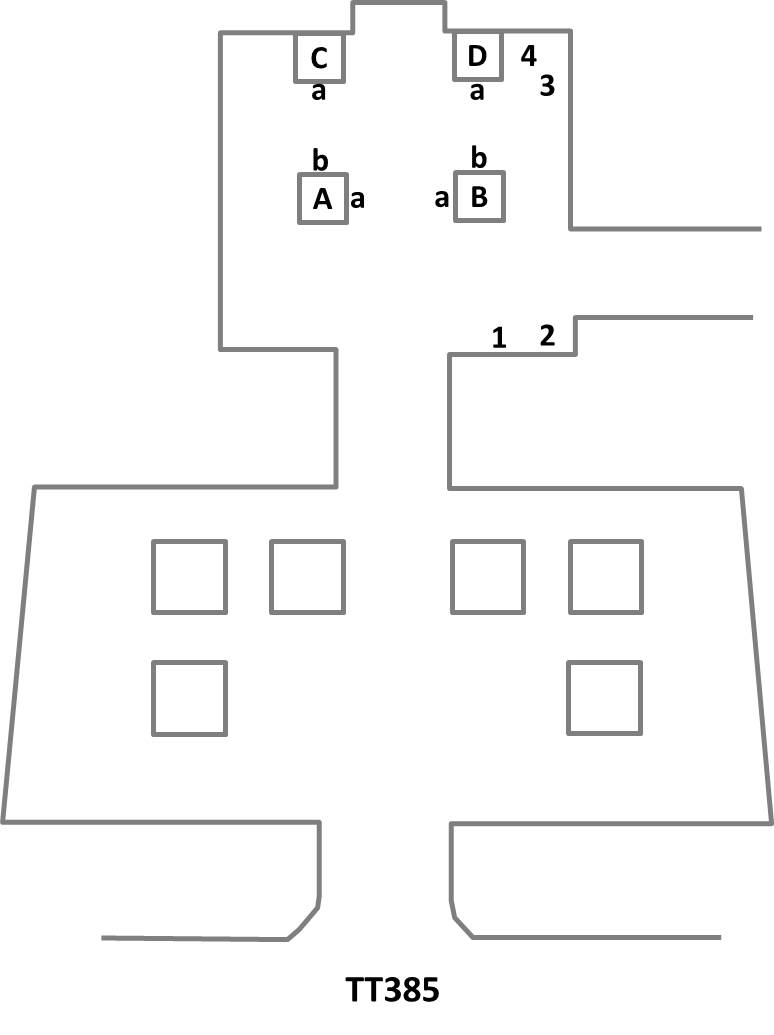
Plan der Grabkapelle

Bei TT385 (TT steht für Theban Tomb, zu deutsch thebanisches Grab) handelt es sich um die moderne Bezeichnung für das thebanische Felsengrab des Hunefer, der unter dem König Ramses II. und seinem Nachfolger Merenptah Bürgermeister von Theben war. Das Grab befindet sich in dem Scheich Abd el-Qurna bezeichneten Teil der thebanischen Nekropole und liegt nicht weit entfernt vom Ramesseum, dem Totentempel von Ramses II.
Die Grabanlage wurde 1936 von Ahmed Fakhry kursorisch publiziert. Die Grabkapelle besteht aus einer Eingangshalle mit sechs Pfeilern. Dahinter folgt ein zweiter Raum mit vier Pfeilern. An der Rückwand befindet sich eine Nische mit Statuen. Vor allem die Pfeiler hatten zur Zeit der Auffindung des Grabes noch ihre Dekoration zum Teil erhalten. Hier sind vor allem Hunefer und seine Frau Nehty dargestellt. Aus der Grabkammer der Anlage stammt wahrscheinlich der große Granitsarkophag des Hunefer, der sich heute im Fitzwilliam-Museum in Cambridge befindet.